# Synagoge (Braunschweig)

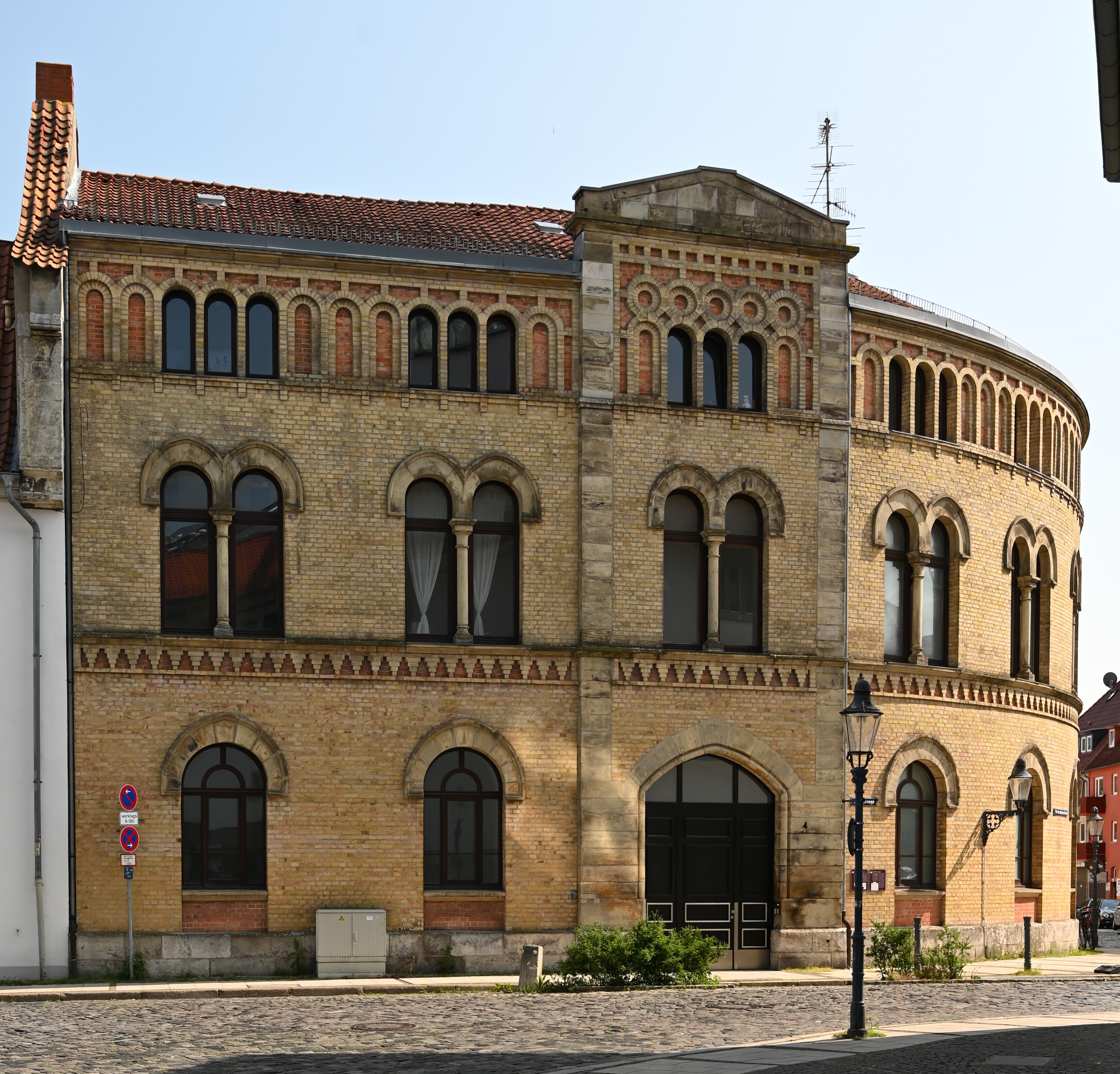
Das jüdische Gemeindehaus, in dessen Innenhof sich die neue Synagoge befindet

Die Braunschweiger Synagoge in der Braunschweiger Steinstraße 4 wurde am 6. Dezember 2006 eingeweiht. Sie ist der Nachfolgebau der 1938 von Nationalsozialisten zerstörten und 1940 abgerissenen Neuen Synagoge in der Alten Knochenhauerstraße 1 aus dem Jahre 1873.

## Geschichte

### Vorgängerbauten
Die ersten beiden Synagogen Braunschweigs entstanden auf Hinterhöfen des Kohlmarkts. 1873 wurde nach den Plänen des Architekten Constantin Uhde die Neue Synagoge erbaut, welche von den Nationalsozialisten während der Novemberpogrome vom 9. auf den 10. November 1938 zunächst schwer beschädigt und schließlich 1940 wegen angeblicher Baufälligkeit abgerissen wurde. An ihrem Standort wurde umgehend ein Hochbunker errichtet, der noch heute dort steht, da er aufgrund der engen Bebauung nach dem Krieg nicht gesprengt werden konnte und mittlerweile als Zivilschutzbunker für Katastrophenfälle verwendet wird. Der Bunker grenzt unmittelbar an das jüdische Gemeindehaus.

### Neubau von 2006
Aufgrund der gestiegenen Mitgliederzahl der jüdischen Gemeinde Braunschweig, durch die der bis dahin genutzte Synagogenraum im Gemeindehaus nicht mehr ausreichte, wurde beschlossen, im Innenhof des Gemeindehauses in der Steinstraße, direkt an dieses und an den Bunker angrenzend eine neue Synagoge zu erbauen. Jürgen Justus Becker konzipierte und realisierte im Januar 2006 ehrenamtlich die Aktion „1938 Bausteine für die Synagoge“, wobei die Zahl 1938 an die Novemberpogrome von 1938 und ihre Folgen erinnern soll. 1938 Bürger, Firmen und Institutionen der Region Braunschweig sollten mit Bausteinen à 100 Euro zur Finanzierung des Neubaus beitragen. Fast drei Jahre dauerte es, bis das Ziel erreicht wurde. Die Grundsteinlegung fand am 26. April, die feierliche Einweihung des Neubaus am 6. Dezember 2006 statt.

## Architektur
Die von dem Architekten Klaus A. Zugermeier entworfene und im Jahre 2006 fertiggestellte neue Synagoge nutzte die vorhandenen Wände der Nachbargebäude (Historische Brandwand aus Sandsteinwand bzw. Wand eines auf den Fundamenten der zerstörten Synagoge errichteten Bunkers) als Seitenwände. Der Neubau bietet Platz für ca. 200 Personen. An der von sieben Säulen getragenen Decke, befindet sich ein Deckenbelichtung in Form des Davidsterns. Die Blickachse des Gebäudes ist auf den Tempelberg in Jerusalem ausgerichtet. Die Baukosten in Höhe von ca. 600.000 Euro wurden von der Stadt Braunschweig, verschiedenen Stiftungen sowie Privatpersonen aufgebracht.